# Ctenotus ingrami
Ctenotus ingrami (неплямистий жовточеревий гребневухий сцинк) — вид сцинкоподібних ящірок родини сцинкових (Scincidae). Ендемік Австралії.

## Поширення й екологія
Неплямисті жовточереві гребневухі сцинки мешкають на південному сході Квінсленду та на північному сходіНового Південного Уельсу, на рівнинах та на західних схилах Великого Вододільного хребта. Вони живуть в акацієвих і евкаліптових лісах, що ростуть на важких глинистих ґрунтах та червоних пісках.